# Súdán
Súdán, plným názvem Súdánská republika (arabsky جمهورية السودان‎, Džumhúríjat as-Súdan), je stát na severovýchodě Afriky, nacházející se na jih od Sahary částečně v oblasti Sahelu. Hraničí s Egyptem na severu; s Libyí, Čadem a Středoafrickou republikou na západě; Jižním Súdánem na jihu a s Etiopií, Eritreou a Rudým mořem na východě.
V Súdánu žije 45 milionů lidí (k roku 2021) a zaujímá celkovou rozlohu 1 886 068 kilometrů čtverečních. Do 9. července 2011, kdy se osamostatnil Jižní Súdán, byl největším státem kontinentu, nyní je třetí za Alžírskem a Demokratickou republikou Kongo.
Převládající náboženství je islám. Úředními jazyky jsou arabština a angličtina. Hlavním městem je Chartúm, který se nachází na soutoku Modrého a Bílého Nilu. Druhým největším městem je Omdurmán.
V Evropě se o území na jih od Egypta hovořilo jako o Núbii. Za první státní útvar můžeme považovat již království Kerma, jež vzniklo kolem roku 2500 př. n. l. a existovalo takřka tisíc let. Dalším významným státem bylo království Kuš (785 př. n. l. – 350). Následovala království Nobatie, Makúrie a Alodie, přičemž všechna byla křesťanská. Mezi 14. a 15. stoletím byla velká část Súdánu osídlena arabskými kočovníky, od 16. století pak začalo docházet k masivní arabizaci a islamizaci. V 19. století byl Súdán ovládnut Egyptem, roku 1898 získali vliv v oblasti Britové. V roce 1953 poskytli Súdánu samosprávu, nezávislost byla vyhlášena 1. ledna 1956. Pod vládou Džafara Nimeiryho zavedl Súdán v roce 1983 islámské právo šaría. To vyhrotilo rozpory mezi islámským severem a křesťansko-animistickým jihem a vedlo k občanské válce, jež vyvrcholila odtržením Jižního Súdánu v roce 2011. V letech 1989 až 2019 zažil Súdán vojenskou diktaturu vedenou Umarem al-Bašírem, počet jejíchž obětí se odhaduje na 400 tisíc, i kvůli etnické čistce v oblasti Dárfúru. Porušování lidských práv, pronásledování neislámských náboženství a obvinění, že Súdán je bezpečným útočištěm pro islámské teroristy, izolovala zemi od většiny mezinárodního společenství. Protesty proti diktatuře vypukly koncem roku 2018 a donutily Bašíra k rezignaci. V roce 2020 bylo zrušeno právo šaría a Súdán se stal sekulárním státem.
Mezinárodní izolace zemi ekonomicky ruinovala, nicméně má dobrou perspektivu díky značným zásobám ropy. Podle odhadu Mezinárodního měnového fondu z roku 2021 je súdánská ekonomika z hlediska hrubého domácího produktu v paritě kupní síly sedmdesátá největší na planetě, zhruba o velikosti ekonomiky bulharské či slovenské.
Súdán je členem Ligy arabských států, Africké unie, Hnutí nezúčastněných zemí, Společného trhu pro Východní a Jižní Afriku či Organizace islámské spolupráce.

## Etymologie
Název Súdán je odvozen od arabského bilád as-súdán, znamenající země černých lidí.

## Historie
Neolit začal na území Súdánu v 8. tisíciletí před naším letopočtem, kdy místní lidé přešli na usedlý způsob života v opevněných vesnicích z cihel. Během 5. tisíciletí př. n. l. vysychající krajina (rodící se Sahara) přivedla velké skupiny lidí do údolí Nilu. První kulturou byla kermská kultura, jejíž kořeny sahají k období 2500 př. n. l.

### Kuš

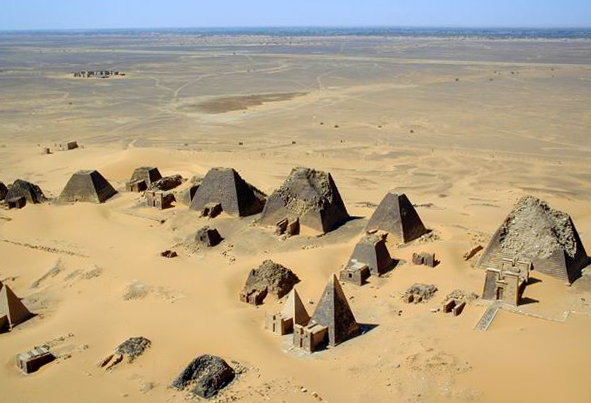
Pyramidy v Meroe

Sociální hierarchizace vyvrcholila založením státu kolem roku 1700 př. n. l., který je nazýván království Kuš. Stát ležel na soutoku Modrého a Bílého Nilu, někdy je též nazýván Starou Núbií. Byl silně provázán se starověký Egyptem, antropologické a archeologické výzkumy jasně ukázaly, že etnicky ani kulturně nebyl mezi populacemi Egypta a Kuše žádný rozdíl. Založení Kuše přímo souviselo s rozpadem egyptské Nové říše, jak je nazýváno poslední velké období starého Egypta.
Zpočátku se Kuš Egyptem inspiroval, časem ale vojensky, politicky i kulturně kdysi mocný Egypt přerostl a v 8. století před naším letopočtem král Kašta vtrhl do Egypta a ovládl ho. Jeho potomci, tzv. Kušité, po staletí pak vládli jako egyptští faraoni (25. dynastie), než byli poraženi a vyhnáni Asyřany. Na vrcholu své slávy dobyli Kušité četná území od Jižní Kordofánu až po Sinaj. 
Faraon Pianchi se pokusil rozšířit říši na Blízký východ, ale v tom mu zabránil asyrský král Sargon II. Asyřané pak získali zálusk i na Egypt a zatlačili kušitské vládce hluboko na jih. Roku 590 př. n. l. byli donuceni opustit Napatu a přesídlili do Meroe.  Archeologické práce, které zde začaly roku 1902, odhalily budovy a ulice, chrám zasvěcený bohu Amonovi, paláce a přístavní hráz. Ve třech nekropolích 4 km východně od města bylo nalezeno asi 200 menších pyramid. Toto království nazývali staří Řekové Etiopie. Bylo mezi prvními civilizačními centry světa, kde se užívala technologie tavení železa. Přetrvalo až do poloviny 4. století, rok 350 je většinou uváděn jako rok jeho pádu.

### Křesťanská Núbie

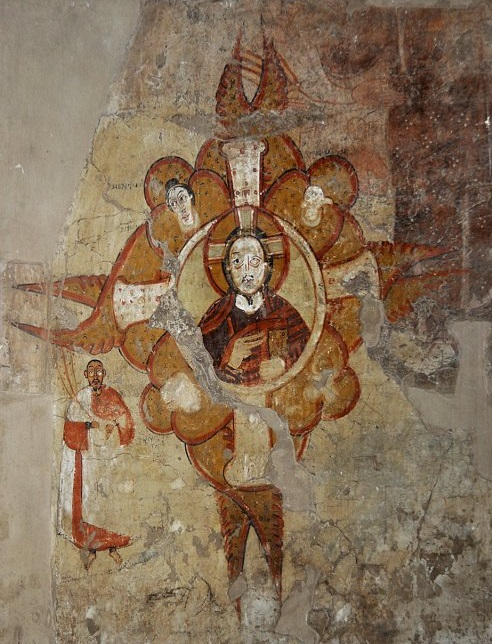
Makúrské nástěnné malby

V 6. století povstala tři křesťanská núbijská království: Nobatie na severu, která měla hlavní město v Pachoras (Faras), centrální království Makúrie s centrem v Tungulu (stará Dongola) a Alódie na jihu, ležící v srdci starého kušitského království. Ta měla hlavní město v Sobě (nyní předměstí Chartúmu). V 7. století, pravděpodobně někdy v letech 628 až 642, byla Nobatie začleněna do Makúrie. Makúrie udržovala také úzké dynastické styky s Alódií, což pravděpodobně mělo za následek dočasné sjednocení obou království do jednoho státu. 
Mezi roky 639 a 641 muslimští Arabové (rášídský chalífát) dobyli Egypt na úkor Byzance. V roce 641 nebo 642 a znovu v roce 652 napadli i Núbii, ale byli odraženi. Núbijci se tak stali jedněmi z mála, kterým se během islámské expanze podařilo Araby porazit. Poté se makúrský král a Arabové dohodli na paktu o neútočení (tzv. baqt), který zahrnoval také každoroční výměnu darů, čímž byla uznána nezávislost Makúrie.
Od poloviny 8. do poloviny 11. století vrcholila politická moc a kulturní rozvoj křesťanské Núbie. V roce 747 Makúrie vtrhla do Egypta, který v té době patřil upadajícím Umajjovcům, a učinila tak znovu na počátku 60. let, kdy se její vojska natlačila až na sever. 
Kultura středověkých Núbijců bývá popisována jako „afro-byzantská“, ale byla také stále více ovlivňována arabskou kulturou. Státní organizace byla extrémně centralizovaná, napodobovala byzantskou byrokracii 6. a 7. století. Umění vzkvétalo v podobě hrnčířství a zejména nástěnných maleb. Obyvatelé mluvili staronúbijštinou a vyvinuli pro ni vlastní abecedu, již postavili na bázi abecedy koptské. Současně používali řečtinu, koptštinu a arabštinu. Ženy se těšily vysokému sociálnímu postavení, měly přístup ke vzdělání, mohly vlastnit, kupovat a prodávat půdu. Je doloženo, že často obdarovávaly kostely. I královská posloupnost byla matrilineální, právoplatným dědicem byl syn královy sestry. 
Od konce 11. století bylo hlavní město Makúrie Dongola na ústupu a hlavní město Alódie upadlo ve 12. století. Ve 14. a 15. století obsadily většinu Súdánu beduínské kmeny. To byl začátek definitivního pádu křesťanské Núbie. V roce 1365 občanská válka donutila makúrijský dvůr uprchnout do Dolní Núbie, zatímco Dongola byla zničena a zachvácena Araby. Poté Makúrie existovala již jen jako malé království. Po smrti posledního velkého krále Joela v roce 1484 definitivně zkolabovala. Pobřežní oblasti od jihu až po přístavní město Suakin pak byly ovládnuty Adalským sultanátem. Také na jihu připadlo království Alódia buď Arabům, nebo Fundžům (kteří se časem s Araby smísili). Spekuluje se o tom, že část alodiánské kultury přežila v podobě království Fazughli, které padlo roku 1685.

### Sennar

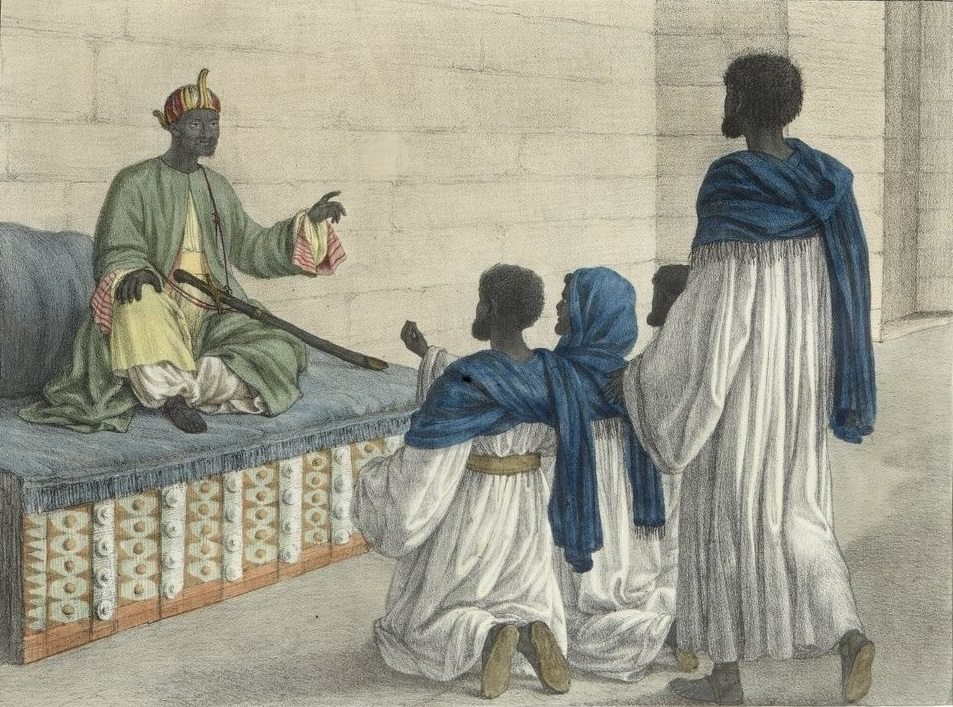
Sennarský sultán na kresbě z 19. století

Fundžové založili Sennarský sultanát, který si nakonec podrobil i arabská území. Přestože Fundžové státu dominovali a nebyli původně muslimové, islamizaci nezastavili, byť byla zřejmě postupná. V roce 1523 navštívil Súdán židovský cestovatel David Reubeni a s překvapením konstatoval, že král Amara Dunqas, dříve snad pohan, je již muslimem. Fundžové však zachovaly i neislámské zvyky, jako je zbožnění panovníka nebo konzumace alkoholu, a to až do 18. století. Súdánský lidový islám si až do nedávné minulosti uchoval mnoho rituálů vycházejících z křesťanských tradic. Velkou roli sehrála též islámská mystika, tedy súfismus, podobně jako v Egyptě.
Fundžové se brzy dostali do konfliktu s Osmany, kteří okupovali Suakin kolem roku 1526. Následný osmanský pokus o obsazení hlavního sennarského města Dongoly byl však odražen v roce 1585. V průběhu 17. století dosáhl Sennarský sultanát největšího územního rozmachu. V následujícím století však začal upadat. Převrat v roce 1718 přinesl dynastickou změnu. Nová dynastie nastoupila politiku ortodoxnějšího islámu. Fundžové tak chtěli legitimizovat svou vládu nad arabskými poddanými, důsledky však byli zcela opačné: arabizace státu. Arabštině se rychle podařilo stát se dominantním jazykem centrálního říčního Súdánu a většiny Kordofánu. Další převrat v letech 1761–1762 vyústil v nadvládu Hamajů (lidu z etiopského pohraničí). Fundžští sultáni se stali pouhými loutkami hamajských regentů. Krátce poté se sultanát začal fragmentovat. Na počátku 19. století se moc panovníka v podstatě omezovala jen na Geziru. 
Západně od Nilu, v Dárfúru, existoval po boku Sennarského sultanátu ještě jeden stát. Původně byl nazýván Tunjur, později Wadaj. Tunjurové byli pravděpodobně arabizovaní Berbeři. Jejich stát byl islamizován kolem roku 1660. Na počátku 18. století, v době uvadání Sennaru, se rozšířil a v roce 1785 dobyl Kordofán. Na ovládnutí celého Súdánu však neměl síly. Tím se toto území stalo připravené na ovládnutí z vnějšku, k němuž záhy též došlo.

### Alíovci, mahdisté a Britové

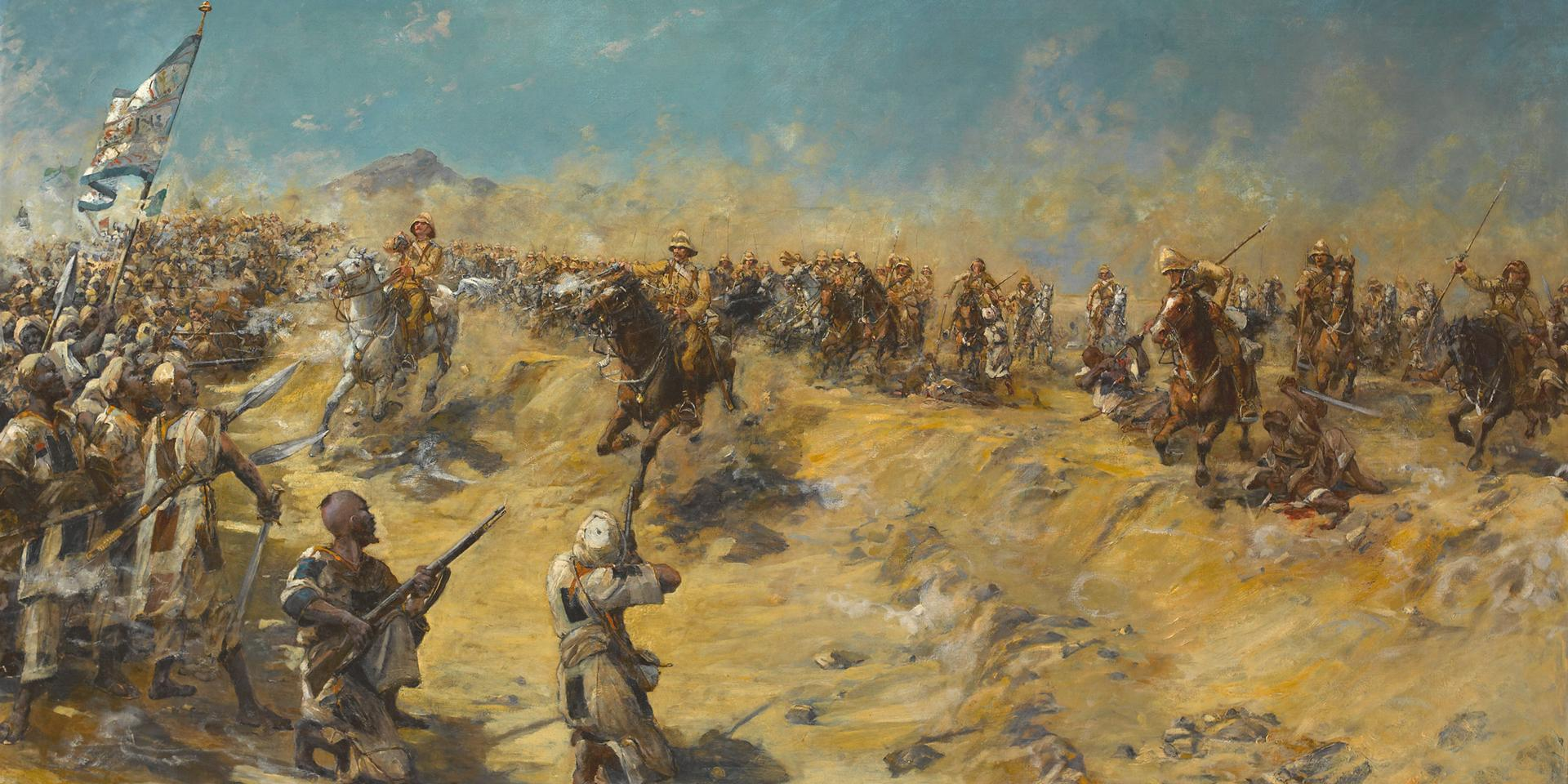
Bitva u Omdurmánu

Situace využil vládce Egypta Muhammad Alí (formálně podrobený Osmanům, ale stále více spíše nezávislý vůdce). V roce 1821 napadl a dobyl severní Súdán. Setkal se s minimálním odporem, s výjimkou Kordofánu. Dobývání bylo zintenzivněno synem Ibráhíma pašy, Isma'ilem, za jehož vlády byla pro Egypt získána většina současného Súdánu. 
Egyptské úřady významně zlepšily súdánskou infrastrukturu (hlavně na severu), zejména pokud jde o zavlažování a produkci bavlny. Egyptští vládci zvaní chedivové však čelili stále větším problémům a vzpourám v Egyptě. Britům, kteří již dlouho zesilovali v Egyptě svůj vliv, nezbylo než Egypt v roce 1882 obsadit. Súdán byl ovšem ponechán v rukou chedivů, což mu neprospělo. Jejich špatné řízení a korupce jejich úředníků vedly k zaostávání. Většina zemědělců tehdy opustila své farmy. Ránu súdánské ekonomice zasadil i konec obchodu s otroky, vynucený Evropany. 
Výsledkem hospodářské krize byl vzestup mahdistických sil, které by v dnešní terminologii šlo označit za islámské fundamentalisty. Jejich vůdce Muhammad Ahmad ibn Abd Alláh od roku 1881 až do pádu Chartúmu v lednu 1885 vedl úspěšné vojenské tažení proti osmansko-egyptské vládě. Nakonec zavedl v celém Súdánu islámské právo šaría. Jeho nástupci pak chalífát. Brzy již jejich agresivita ohrožovala i sousední Etiopii a Egypt. Egypt však uhájili Britové a z Etiopie byli mahdisté vyhnáni Italy a Belgičany. 
V 90. letech 19. století se Britové rozhodli Súdán dobýt (jen čistě formálně pro egyptské chedivy). Chtěli tím vyřešit jak problém tamní fundamentalistické agresivní vlády, tak stále větší chuti Belgičanů a Francouzů na toto území. Kromě toho chtěla Británie získat kontrolu nad dolním Nilem, kvůli plánované přehradě v Asuánu. Horatio Kitchener vedl v letech 1896 až 1898 proti mahdistům vojenské tažení. To úspěšně vyvrcholilo rozhodujícím vítězstvím v bitvě u Omdurmánu 2. září 1898. Súdán se stal na půl století britskou kolonií.  
Britové spravovali zemi v jednom celku s Egyptem, ale otázka nezávislosti Súdánu na Egyptu se stále znovu vynořovala. Vzpoura z roku 1924 ukázala zrod súdánského nacionalismu a neochotu Súdánců být vnímáni jako jeden celek s Egyptem. I egyptští nacionalisté, kteří se ujali v Egyptě moci po druhé světové válce, se však nakonec usnesli, že zbídačený Súdán byl pro nový stát jen koulí na noze, což otevřelo cestu súdánské nezávislosti. Tu si Súdánci odhlasovali ve dvou referendech, která se konala zvlášť na arabském severu i černošském jihu. 

### Nezávislý Súdán

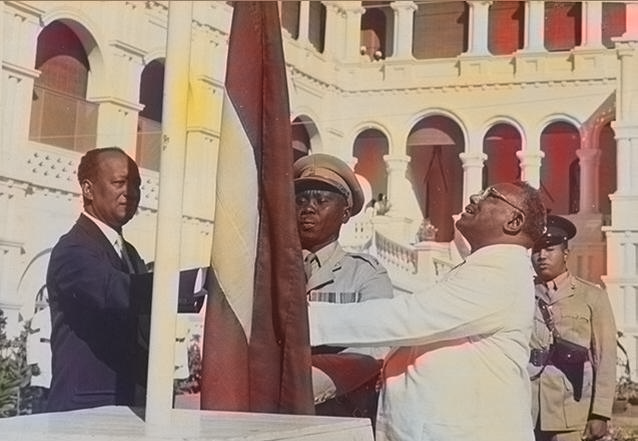
Vyhlášení nezávislosti 1. ledna 1956

Prakticky hned po získání nezávislosti v roce 1956 začaly spory mezi vládnoucím arabským severem a černým jihem, které vedly k 17 let trvající občanské válce. Ta skončila v roce 1972 dohodou z Addis Abeby, která jižním oblastem poskytovala větší míru autonomie. Pro nedodržování smlouvy a násilné vyvlastňování půdy na jihu země se ovšem boje rozhořely znovu v roce 1983. Klíčovou roli v této druhé fázi sehrála Súdánská lidově osvobozenecká armáda. V roce 1989 se moci chopil generál Umar al-Bašír a vládl až do své rezignace v roce 2019.
V roce 1991 se do země přesunul Usáma bin Ládin se svou organizací al-Kajdá a začal podporovat penězi i mocí vládnoucí garnituru. Ze země byl vypovězen v roce 1996 a vrátil se do své domovské základny v Afghánistánu.
V roce 1993 se Súdán přeměnil na islámský totalitní stát, ve kterém al-Bašír zrušil Revoluční velitelskou radu a vytvořil Národní islámskou frontu (NIF) s vládou složenou výhradně ze členy NIF.
V roce 1998 letadla americké armády zaútočila na farmaceutickou továrnu v Chartúmu, kde se údajně vláda pokoušela vyrábět chemické zbraně.
Občanská válka s jihem skončila po v lednu 2005 podepsáním mírové smlouvy. 22 let trvající občanská válka má mimo jiné na kontě 1,9 miliónu mrtvých civilistů, 4 miliony uprchlíku a několik hladomorů.
V roce 2003 začalo povstání na západě v oblasti Dárfúr, které trvalo až do roku 2020 (viz konflikt v Dárfúru). Konflikt si vyžádal kolem 300 tisíc mrtvých a 3 milionů vysídlených osob.
V lednu 2011 se v Jižním Súdánu konalo referendum o nezávislosti tohoto území. V důsledku referenda se Jižní Súdán stal 9. července 2011 samostatným státem.
V prosinci 2018 vypukla súdánská revoluce. V dubnu 2019 byl po měsících protestů prezident Umar al-Bašír sesazen armádou a vládu převzala přechodná vojenská vláda. Opozice však nesouhlasila s prozatímní vojenskou vládou, která měla být ustanovena na dva roky do svobodných voleb. Armáda proti protestujícím civilistům tvrdě zasáhla (viz masakr v Chartúmu), ale po trvajících protestech přistoupili na sdílení moci s opozicí. V říjnu 2021 se vojenským převratem chopila moci súdánská armáda pod velením generála Abd al-Fattáha al-Burhána.
Dne 15. dubna 2023 vypukl v Súdánu další konflikt, když se protivládní povstalci z Jednotek rychlé podpory pokusili převzít moc v zemi. Proti převratu se ale postavila dosavadní vláda, a v Súdánu tak prakticky vypukla občanská válka. Jádro konfliktu sahá do vlády Umara Bašíra, který účelově dělil ozbrojené složky v zemi, aby rozdělil jejich vliv a vyhnul se tak případnému svržení, což se ale nakonec stejně nepovedlo. Pod tímto cílem tak fungovala armáda země a vedle ní vznikla polovojenská skupina Jednotky rychlé podpory, která měla potírat povstání. Členové se verbovali z milic zvaných Džandžavíd, které se v konfliktu v Dárfúru dopouštěly válečných zločinů. Občanskou válku tedy spustil boj o moc dvou hlav těchto ozbrojených složek: generála armády Abd al-Fattáha al-Burhána a velitele Jednotek rychlé podpory generála Muhammada Hamdana Dagala (který je znám pod jménem Hamedti). Jednotky rychlé podpory jsou materiálně podporovány Spojenými arabskými emiráty a Wagnerovou skupinou, která v Súdánu operuje od roku 2017. Konflikt způsobil destrukci hlavního města Chartúmu a rozsáhlou humanitární krizi. Válka vyhnala z domovů několik milionů lidí a ze strany Jednotek rychlé podpory také dochází k vyvražďování etnika Masalitů. Několik mezinárodních organizací v květnu 2024 varovalo, že miliony obyvatel země jsou na pokraji hladomoru.

## Státní symboly

### Vlajka
Súdánská vlajka je tvořena listem o poměru stran 1:2 se třemi vodorovnými pruhy, červeným, bílým a černým, a zeleným žerďovým klínem, sahajícím do 1/3 délky vlajky.

### Znak
Súdánský státní znak je emblém, tvořený černo-stříbrnou kresbou ptáka Hadilova písaře (Sagittarius serpentarius) s roztaženými křídly a černo-červeným štítem na hrudi. Nad hlavou má stříbrnou, dvakrát přeloženou, stuhu se zeleným arabským nápisem „An-nasr-laná“ (česky Vítězství je naše). Pod ptákem je opět stříbrná, dvakrát přeložená stuha se zeleným arabským nápisem s názvem státu – „Džumhúríjat as-Súdán“ (česky Súdánská republika).

### Hymna
Súdánská hymna je píseň My jsme armáda boha a naší země. Píseň byla původně hymnou súdánských ozbrojených sil. Hudbu složil Ahmad Murjan a text napsal Ahmad Muhammad Salih.

## Geografie

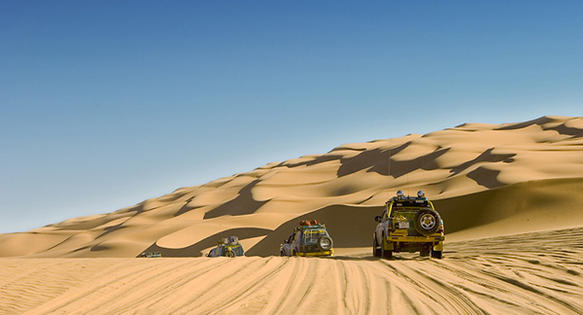
Poušť na východě Súdánu

Značnou část súdánského povrchu zaujímá rozsáhlá rovina, která je dnem velké pánve Nilu. Na západě, východě a jihu je obklopena náhorními plošinami o průměrné nadmořské výšce 500 až 1 000 m n. m. Na severovýchodě státu se rozkládá písčitokamenitá Núbijská poušť, která leží v nadmořské výšce 1 000 až 1 500 m n. m. Podél pobřeží Rudého moře se táhne pás Rudomořských hor, na území Súdánu se nachází i jejich nejvyšší hora – Džabal Oda (2.260m). Na jihovýchodě a východě zasahují na území Súdánu výběžky Etiopské vysočiny. Na severozápadě se rozkládá písčitá Libyjská poušť. Směrem k jihu přechází Libyjská poušť do vysočiny Dárfúru. V této oblasti se nachází vulkanické pohoří Džabal Marra s nejvyšším vrcholem země, který představuje kaldera Deriba (3.042m).

### Vodstvo
Všechny stálé řeky náleží povodí Nilu, který protéká Súdánem svým horním a středním tokem. Nil vzniká soutokem Bílého a Modrého Nilu u Chartúmu. Níže na svém toku přijímá řeku Atbaru. Bílý Nil se rozlévá v období dešťů a vytváří rozsáhlé mělké jezero.

### Podnebí

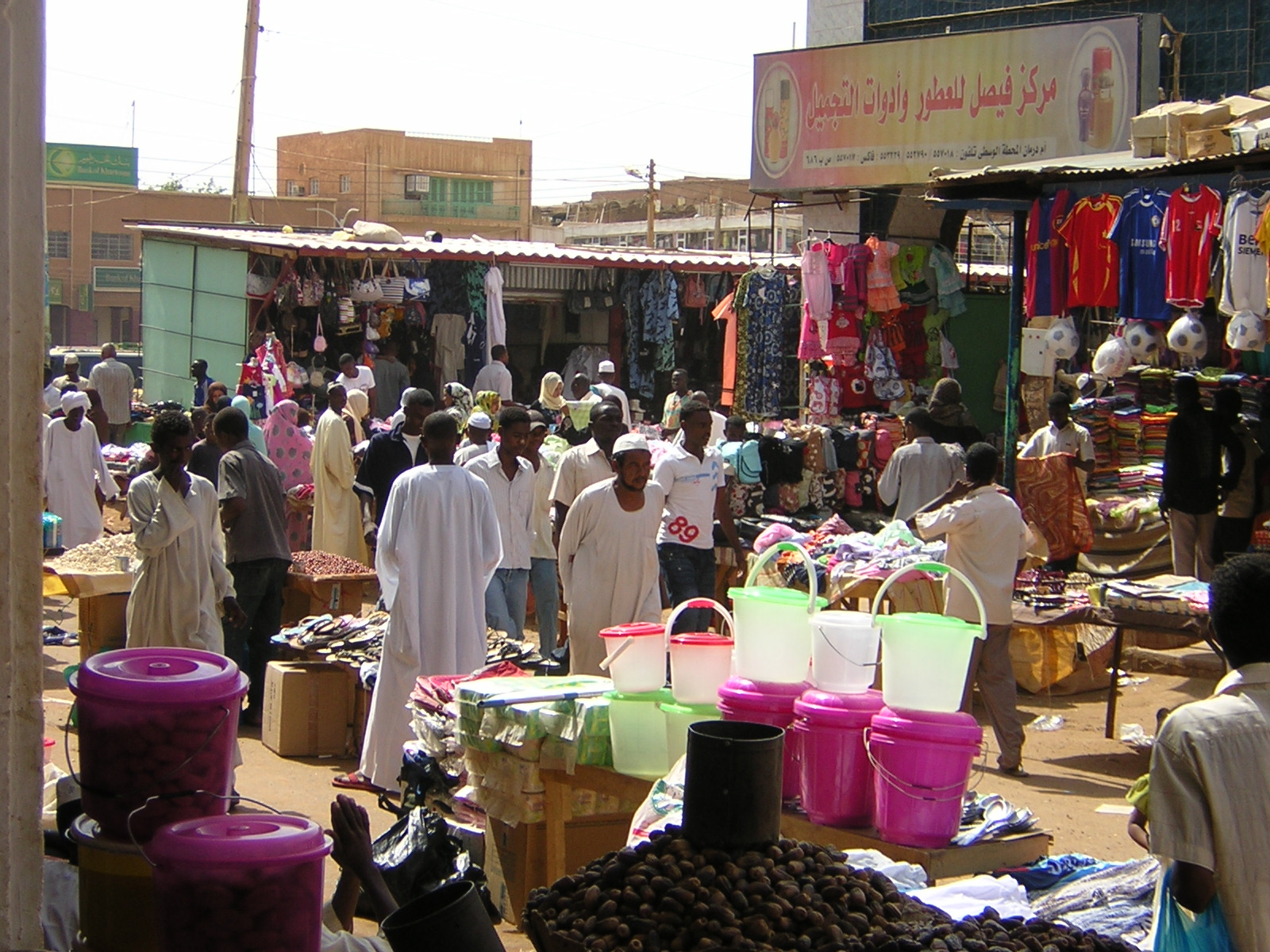
Trh v Umm Durmánu

Sever země má tropické pouštní podnebí, kdy červencová teplota se pohybuje okolo 35 °C (s maximy až kolem 50) a lednová okolo 24 °C. V jižní polovině země se projevuje rovníkové monzunové podnebí, má vlhké letní a suché zimní období. Množství srážek se zvyšuje od severu, kde je do 25 mm srážek, k jihu, kde je mezi 500 a 1 500 mm.

### Významná města
- Chartúm – hlavní město
- Myala
- Šarg
- Búr Súdán (přístav)
- Kassala
- Umm Durmán
- Abú Hamíd
- Dongola
- Vau Zair
- Fášir
- Njala
- Atbara
- Suakin

## Politika

Politické regiony Súdánu.
Dárfúr
Jižní Kordofán a Modrý Nil
Severní Súdán
Východní fronta, oblasti operací k červenci 2006
Oblast Abyei, vytyčená Stálým rozhodčím soudem

V zemi vládne autoritářský režim generála Umara al-Bašíra. V roce 2005 byla v Nairobi podepsaná mírová smlouva s jihem, která obsahuje tyto hlavní body:
- autonomie pro Jižní Súdán
- stažení vojáků SPLA ze severu a vládních vojáků z jihu
- příjmy z vývozu ropy se rozdělí půl na půl mezi sever a jih
- jih získá 30% podíl moci na centrální úrovní, 45% na jihu
- o pokračovaní či nepokračování jurisdikce islámského práva na jihu rozhodne zvolený parlament

Smlouva z Nairobi slibovala možnost vyhlášení referenda o plné nezávislosti Jižního Súdánu. K němu došlo v roce 2011. Pro nezávislost v referendu hlasovalo 98,83 % jižních Súdánců. Jižní Súdán se 9. 7. 2011 stal 54. africkým státem. Nevyřešené zůstávají otázky sdílení ropných výnosů a status na ropu bohaté oblasti Abyei. Súdán každopádně přišel rozdělením země o čtvrtinu obyvatelstva, třetinu území a  70–80 % zásob ropy. To Bašírovou mocí přesto neotřáslo a v dubnu 2015 byl opětovně zvolen prezidentem.
Na západě země stále pokračuje konflikt v Dárfúru, který si vyžádal přes 300 000 obětí. Světové pohoršení vzbuzují kruté činy arabských milicí (džandžavíd) vůči civilistům. Toto řádění není pod kontrolou centrální vlády, ta však také neusiluje o uklidnění situace. Mezinárodní trestní tribunál v Haagu vydal kvůli podezření ze spáchání zločinu genocidy v Dárfúru zatykač na prezidenta Bašíra. 12. července 2010 byl vydán zatykač druhý, stále aktuální. Zatykač byl vydán i na súdánského ministra obrany.

### Zahraniční vztahy
Súdán má s většinou sousedů problematické vztahy. V 90. letech 20. století vytvořily Uganda, Keňa a Etiopie protisúdánskou koalici, která měla zamezit šíření vlivu Národní islámské fronty a radikálního islámu vůbec. Súdánská vláda naopak podporovala protivládní povstalecké skupiny v těchto zemích, jako byla např. Boží armáda odporu v Ugandě. Súdán má také územní spor s Egyptem o Halaibský trojúhelník.
Spojené státy americké nakonec protisúdánskou koalici podpořily a napsaly Súdán na svůj seznam sponzorů terorismu. V reakci na to si Súdán vytvořil silné vazby na husajnovský Irák a Írán. Súdán má také rozsáhlé politicko-hospodářské vztahy s Čínou, která těží deset procent súdánské ropy. Podle bývalého súdánského ministra je Čína rovněž největším dodavatelem zbraní do Súdánu.
V prosinci 2005 se Súdán stal jedním z mála států, které uznaly marockou nadvládu nad Západní Saharou. V roce 2015 se Súdán podílel na intervenci vedené Saúdskou Arábií v Jemenu proti silám loajálním k bývalému prezidentovi Ali Abdalláhovi Sálihovi.

### Lidská práva
Od roku 1983 zahubila občanská válka a hladomor v Súdánu téměř 2 milionů lidí. Odhaduje se, že během druhé súdánské občanské války bylo až 200 000 lidí zotročeno.
Súdán má podle organizace Reportéři bez hranic 172. nejméně svobodná média na světě (ze 180 zemí).
Muslimové (a to i ti, kteří museli islám přijmout pod hrozbou násilí), kteří konvertují ke křesťanství, mohou čelit trestu smrti za zločin apostáze. V roce 2014 byla Meriam Ibrahim odsouzena pro svou křesťanskou víru na smrt. Po nátlaku mezinárodního společenství a organizací zabývajících se lidskými právy, byla Meriam propuštěna, bylo jí dovoleno opustit zemi a v USA, kde byla přijata, začala nový život s manželem a dcerou, která se jí narodila právě ve vězení.
Podle zprávy UNICEF z roku 2013 bylo 88 % žen v Súdánu podrobeno zmrzačení ženských pohlavních orgánů zvanému ženská obřízka. Súdánský zákon o manželství byl mezinárodními organizacemi kritizován za to, že umožňuje sňatky s dětmi (od 10 let). Homosexualita je v Súdánu nezákonná a trestaná smrtí.

## Ekonomika

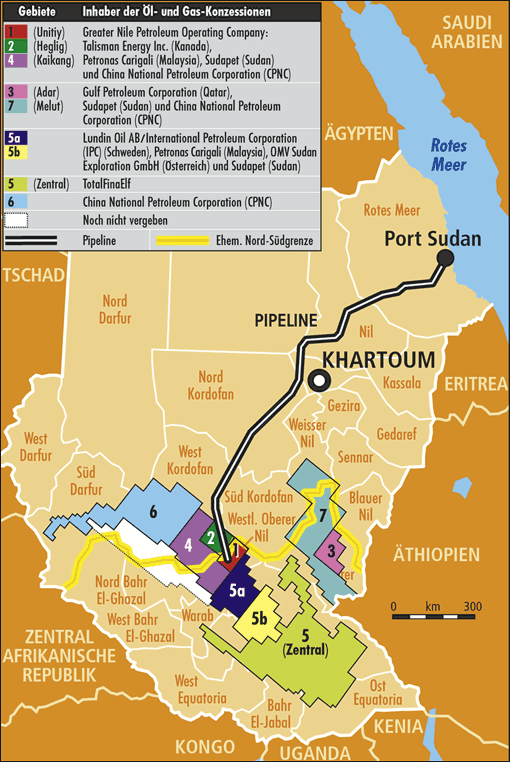
Ropné a plynové koncese v Súdánu – 2004

Súdán je méně rozvinutý zemědělský stát, patřící k nejchudším státům světa. Súdán má ohromné zdroje nerostného bohatství, nejdůležitější je ropa. Ta se těží převážně na jihu země a ropovodem transportuje do přístavu Búr Súdán. Díky penězům z ropy lze očekávat postupné zvyšovaní nyní velice nízké životní úrovně obyvatel.

### Těžba
Z nerostných surovin se těží chróm, zlato a sůl. Na výrobě elektrické energie se z více než dvou třetin podílejí vodní elektrárny.

### Zemědělství
Zemědělství zaměstnává 80 % obyvatel, tvoří však jen 40 % HDP. Ze zemědělských plodin se pěstují cukrová třtina, čirok, bavlna, pšenice, proso, podzemnice olejná, sezam, rýže, jamy, ovoce, datle a zelenina. Pro živočišnou výrobu jsou důležité skot, ovce, kozy, velbloudi, osli, drůbež a rybolov. Významná je těžba dřeva a produkce arabské gumy, ve které je největším světovým producentem. Kromě silniční a železniční dopravy se využívá splavných řek, především Nilu.

## Obyvatelstvo
| Náboženství v Súdánu         | Náboženství v Súdánu         | Náboženství v Súdánu | Náboženství v Súdánu | Náboženství v Súdánu |
| ---------------------------- | ---------------------------- | -------------------- | -------------------- | -------------------- |
| víra                         |                              |                      | procent              |                      |
| Islám                        | Islám                        |                      | 97 %                 | 97 %                 |
| Africká tradiční náboženství | Africká tradiční náboženství |                      | 1,5 %                | 1,5 %                |
| Křesťanství                  | Křesťanství                  |                      | 1,5 %                | 1,5 %                |

Arabové tvoří 70 % obyvatel, zbytek pak hlavně černoši (Furové, Bejaové, kmeny Nuba, Fallata ad.). Většina obyvatel (97 %) vyznává sunnitský islám, zbytek tvoří malé komunity křesťanů a animistů. Islám je základem zákonodárství a státním náboženstvím. Křesťané jsou pronásledováni. Také černoši jsou vystaveni ze strany Arabů mnoha protivenstvím: během občanské války bylo mnoho černošských obyvatel jihu uneseno do otroctví.
Pouštní oblasti Súdánu jsou velmi řídce osídleny, proto průměrná hodnota osídlení dosahuje 15 osob na km².
Počet obyvatel byl v roce 2018 odhadnut na 41,3 milionu. Populační přírůstek je velmi vysoký: 2,41 % ročně. Počet obyvatel je však proměnlivý v důsledku občanské války, hladomorů a emigrace do Čadu a Ugandy na straně jedné a přílivu muslimských migrantů z Etiopie a Eritreje na straně druhé. Navíc, mnoho venkovanů žije stále kočovným způsobem života, okolo 2 milionů. V pohybu je také každým rokem asi 500 000 sezónních dělníků. V zemědělství pracuje 80 % obyvatel, v průmyslu 7 %, ve službách 13 %.

### Náboženství
Po rozdělení Súdánu v roce 2011 se 97 % obyvatel hlásí k sunnitskému islámu a většinově následují Málikovskou právní školu (tzv. Málikovský mazhab). Jiná statistika uvádí: islám 90,7 %, křesťanství 5,4 %, tradiční náboženství 2,8 %, ostatní 1,1 %. Před rozdělením Súdánů v roce 2011 do statistiky výrazněji zasahovalo křesťanství a tradiční náboženství v jihovýchodním a jižním regionu. Muslimové jsou v Súdánu rozděleni mezi súfisty (řády Ansar a Khatmia) a salafisty. V zemi dosud působí tradiční muslimští dervišové, kteří pořádají velké náboženské festivaly. Koptská pravoslavná církev a Řecká pravoslavná církev působí v Chartúmu a několika severních městech. V Chartúmu a východním Súdánu působí též Etiopská pravoslavná církev a Eritrejská pravoslavná církev. Nepočetné zastoupení má také Arménská apoštolská církev a Súdánská evangelická presbyteriánská církev. V Chartúmu působí i katolická církev. V září 2020 se Súdán stal ústavně sekulárním státem poté, co súdánská vláda odsouhlasila oddělení náboženství od státu, čímž skončilo 30 let islámské vlády státu. Vedle Málikovského mazhabu je v menšině přítomen také Šáfiovský a Hanífovský mazhab. Šíitský islám je menšinový, ale počet následovníků stoupá. Podle afrikanisty O. Havelky mnoho súdánských muslimů zároveň ctí některé z tradičních náboženství (vícečetná náboženská identita), případně praktikují synkretismus islámu a tradičního náboženství. Známé je například tradiční náboženství súdánských a jihosúdánských Dinků. Nejvyšší z bohů v pantheonu Dinků je nazýván Nhialic, který měl nařídit lidem, aby se množili a po lidské neposlušnosti učinil člověka smrtelným. Není jasné, jak moc je tento příběh ovlivněn křesťanstvím, na každý pád platí, že většina původních afrických náboženství se v současnosti nějak vztahuje ke křesťanství nebo islámu. Mezi další známé bohy mezi jižními etniky patří Dengdit, bůh deště a plodnosti, nebo také bůh Garang. Modlitby jsou nejčastěji směřovány přímo k nejvyššímu Bohu Nhialicovi, jemu se také obětuje býk. Had je pro Dinky posvátným zvířetem, které se nesmí zabíjet.

## Kultura

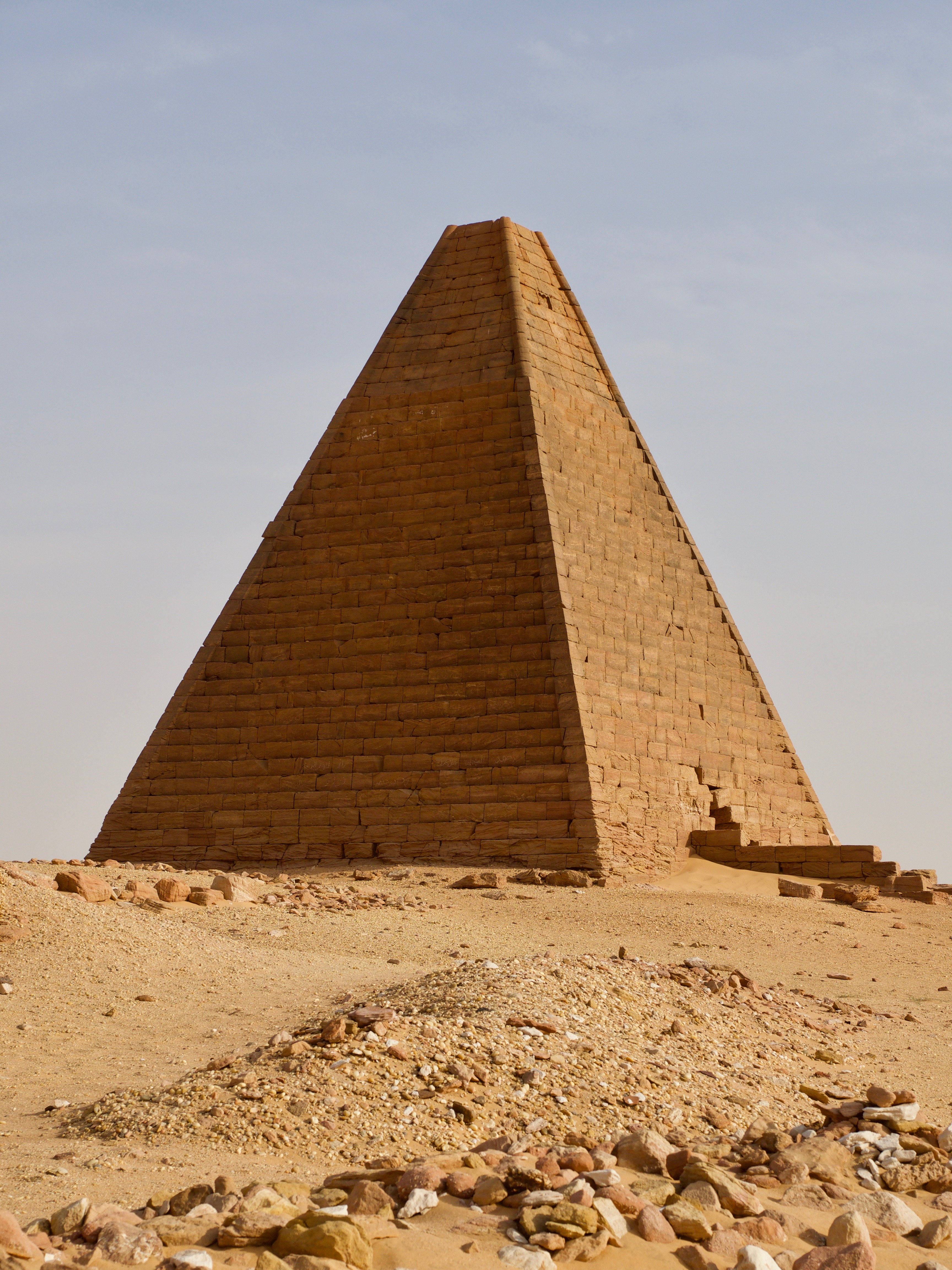
Gebel Barkal

Nejvýznamnějším súdánským spisovatelem je Tayeb Salih. Z autorek je to Leila Aboulela, píšící anglicky. Herec Alexander Siddig se proslavil zejména v americkém televizním seriálu Star Trek.
Súdán se od roku 1960 zúčastňuje olympijských her. K roku 2021 získal jedinou medaili, a to díky běžci Ismailu Ahmedu Ismailovi, který na olympijských hrách v Pekingu roku 2008 získal stříbro v běžeckém závodě na 800 metrů. Na stejné trati bral stříbro Abubaker Kaki na mistrovství světa (2011), navíc se stal dvakrát mistrem světa v hale (2008, 2010). Úspěšným běžcem je i Rabah Yousif, který však nyní reprezentuje Británii. Súdánská fotbalová reprezentace vyhrála v roce 1970 mistrovství Afriky (Africký pohár národů). V roce 1956 Súdán vůbec první Africký pohár národů pořádal. Basketbalista Manute Bol se prosadil v americké lize NBA a se svými 231 centimetry je dosud nejvyšším hráčem, který v ní nastupoval.
Některá súdánská archeologická naleziště byla zapsána na seznam světového kulturního dědictví UNESCO: Především jsou to vykopávky na ostrově Meroe. Meroe bylo hlavní město starověkého núbijského království Kuš. Archeologické práce, které zde začaly roku 1902, odhalily budovy a ulice, chrám zasvěcený bohu Amonovi, paláce a přístavní hráz. Ve třech nekropolích 4 km východně od města je asi 200 pyramid. Druhou lokalitou na seznamu jsou vykopávky v Gebel Barkal a v Napatanu. Pět lokalit leží v délce přes 60 km v údolí Nilu. Jsou svědkem napatanské kultury (900–270 př. n. l.) a meroitické kultury (270 př. n. l. – 350). I zde byly nalezeny hrobky s pyramidami, chrámy a paláce.
Zajímavostí je, že Súdán a Egypt jsou pouze dvě země v Africe, kde se můžeme setkat se slovenskou a uherskou hudbou. Například při pohřbu obětí nepokojů v Chartúmu v roce 2019 byl koncert uherské hudby. A to díky Magyarabům, zde usazených potomků maďarských bojovníků ze šestnáctého století.